# Archeologia dei relitti marini

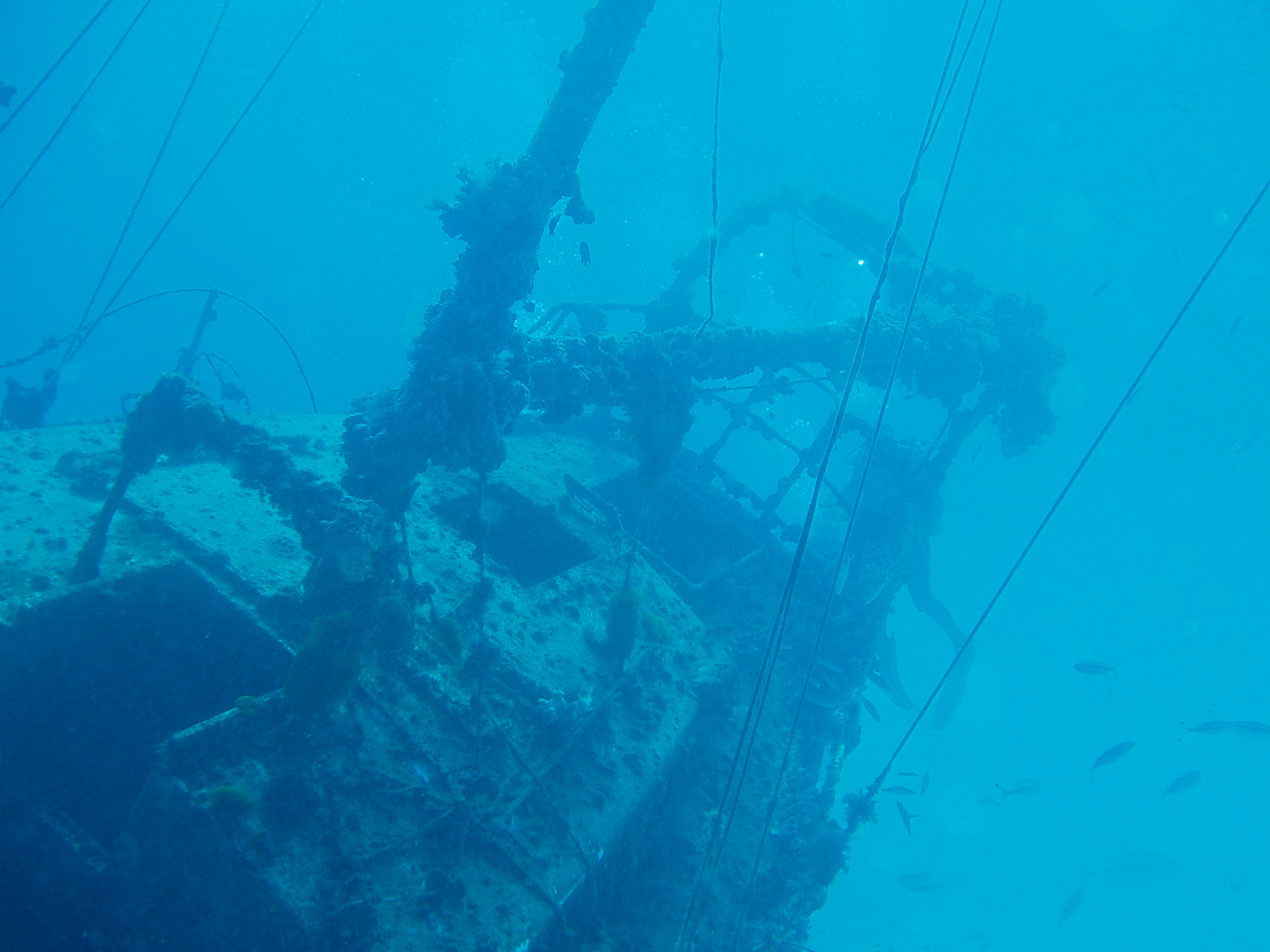
Il relitto della Severance, barca a vela affondata nel 1998 nei pressi dell'isola Lady Elliott, Australia, con l'attrezzatura ancora intatta.

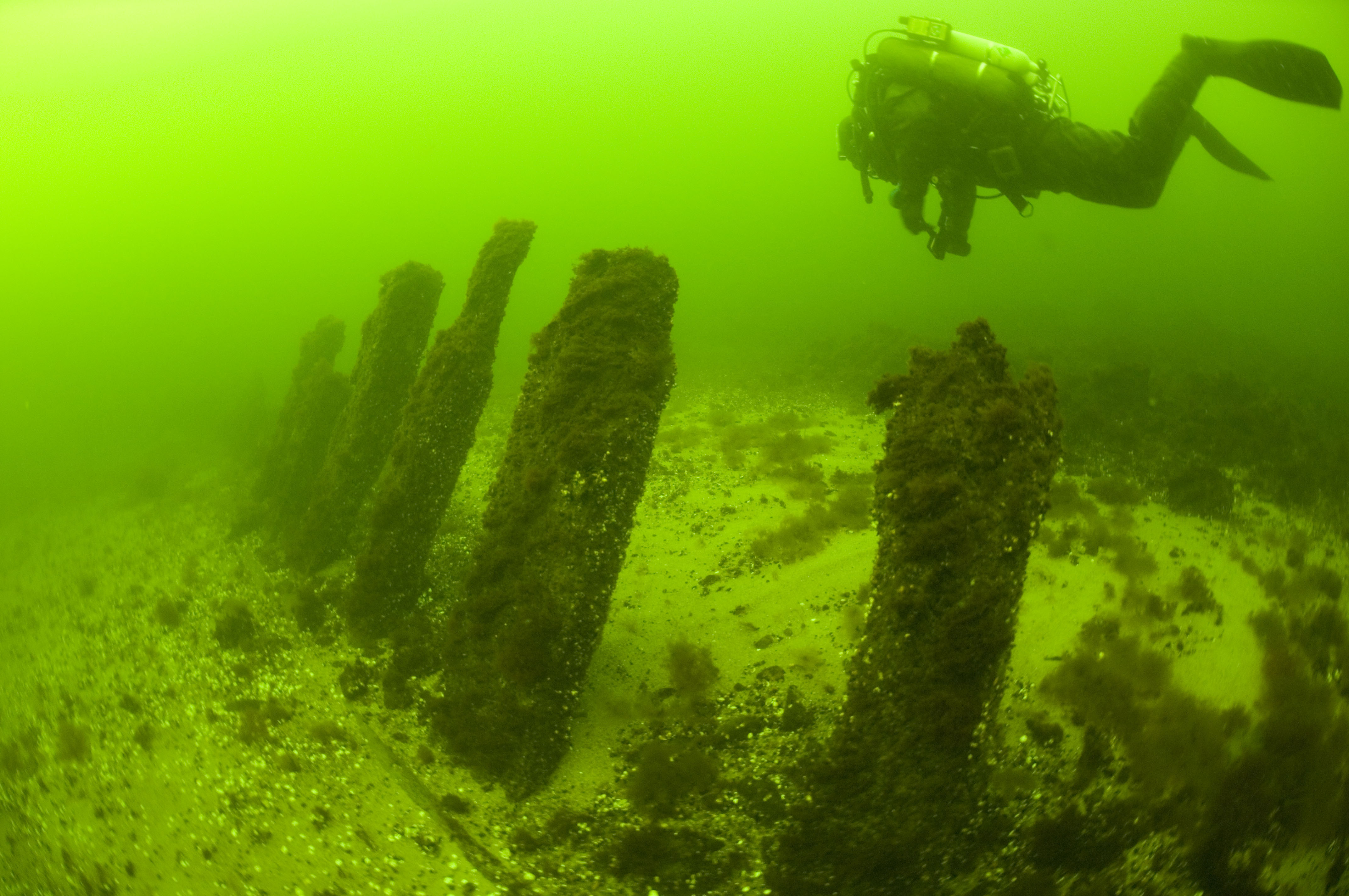
Ispezione di un relitto nella baia di Tallinn.

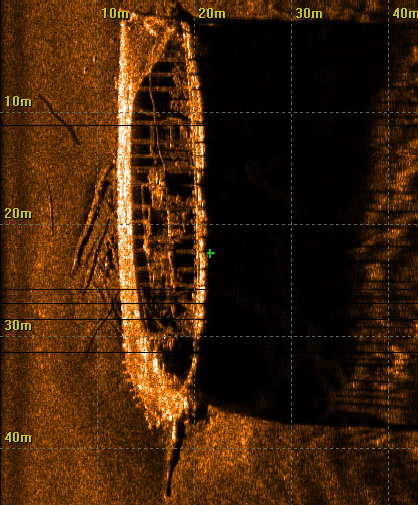
Immagine ottenuta con il sonar a scansione laterale del relitto della Aid, veliero britannico affondato nel 1863 nei pressi dell'isola Hiiumaa, in Estonia e monumento storico dello stato baltico.

L'archeologia dei relitti marini è il campo dell'archeologia specializzato nello studio e nell'esplorazione dei relitti. Le sue tecniche combinano quelle dell'archeologia con quelle dell'immersione.
Per comprendere i processi per cui si è formato un sito archeologico di questo tipo è necessario prendere in considerazione le distorsioni nel materiale archeologico causate dalle infiltrazioni e dal rimescolamento dei resti del relitto che avvengono durante e successivamente al naufragio.
Quando una nave fa naufragio, subisce una serie di cambiamenti di stato fino a che essa non raggiunge uno stato di equilibrio con l'ambiente circostante. All'inizio il processo di trasformazione modifica il relitto da una struttura organizzata navale a uno stato instabile di artefatto subacqueo. Le forze della natura continuano ad agire durante l'intero processo di rottamazione fino al raggiungimento di uno stato di equilibrio. I carichi pesanti affondano rapidamente, mentre i carichi più leggeri possono andare alla deriva prima dell'affondamento e gli oggetti in grado di galleggiare possono fluttuare via del tutto. Questo causa un rimescolamento e una selezione dei resti del naufragio. Il deposito sul fondo marino di una struttura estranea tende a modificare il flusso delle correnti oceaniche, il che può anche produrre una pulizia e un diverso modello deposizionale sul fondale.
Nelle nuove condizioni sottomarine, i processi chimici e l'azione degli organismi biologici contribuisce alla disintegrazione dei materiali. L'attività dell'uomo può ancora intervenire nel modificare il processo di rottamazione, ad esempio con operazioni di recupero dei resti e in particolare degli oggetti preziosi.
Prima del naufragio la nave funzionava come un sistema organizzato costituito da equipaggio, attrezzature, passeggeri e carico. I resti sono in grado di fornire indizi sulla capacità di tenere il mare, la navigazione e la propulsione come pure sulla vita di bordo. Come mezzo di trasporto infatti la nave può essere considerata come un elemento di un sistema sociale, politico ed economico geograficamente disperso.

## Convenzione UNESCO sulla protezione del patrimonio culturale subacqueo
I relitti che si trovano sott'acqua da almeno cento anni sono protetti dalla Convenzione UNESCO 2001 sulla protezione del patrimonio culturale subacqueo. Questa convenzione mira a prevenire il saccheggio, la distruzione o la perdita di informazioni storiche e culturali. Essa fornisce una veste legale agli stati per aiutarli a proteggere il loro patrimonio culturale subacqueo.

## Teorie sui naufragi

### Il modello di Muckelroy
Un modello sistematico per la caratterizzazione e l'interpretazione dell'archeologia dei relitti fu proposto per la prima volta da Keith Muckelroy nel 1976 in un articolo sulla Kennemerland, che naufragò nel 1664. Il modello del sistema di Muckelroy descrive l'evoluzione dei resti della nave dal processo di demolizione, dalle successive operazioni di salvataggio e dalla disintegrazione e ricomposizione dei resti a causa di fattori ambientali. Sebbene Muckelroy abbia considerato nel suo modello sia i processi naturali che l'attività umana, la ricerca successiva ha principalmente ampliato i fattori ambientali e sono state pubblicate poche ricerche sui processi umani.

### Considerazioni sull'intervento umano
Un articolo di Martin Gibbs del 2006, egli espande il modello di Muckelroy per considerare il comportamento umano al momento del disastro e la relazione a lungo termine tra le persone e i naufragi. Questo modello utilizza studi sugli esseri umani coinvolti in disastri per caratterizzare l'attività umana in fasi intorno al momento del naufragio. Questo modello considera:
- Fase di minaccia pre-impatto, in cui gli esseri umani, considerando il rischio, possono intraprendere azioni per evitare che non vi siano relitti o azioni senza successo per mitigare la minaccia percepita, ad esempio la posizione del relitto può essere il risultato del tentativo di evitare una minaccia maggiore percepita inizialmente. Lo stivaggio del carico (l'insieme delle operazioni per disporre le merci nella stiva della nave) può anche indicare una possibile minaccia da tenere in considerazione.
- Fase di allarme pre-impatto, in cui gli esseri umani possono intraprendere azioni drastiche per evitare la catastrofe, ad esempio portando a riva una nave, gettando in mare il carico o esaurendo le ancore.
- Impatto, in cui viene presa la decisione di abbandonare la nave o rimanere a bordo e, ad esempio, tentare di tenersi a galla.
- Post-impatto, dove i sopravvissuti si raggruppano e, ad esempio, recuperano i propri beni o effettuano riparazioni.
- Soccorso e post-disastro in cui la nave viene abbandonata e in cui terze figure possono essere coinvolti nel salvataggio o nella rimozione di resti che rappresentano un pericolo per la navigazione.

## Conservazione del materiale subacqueo
Dei molti esempi in cui il fondale marino fornisce un ambiente estremamente ostile per le prove sommerse della storia, uno dei più notevoli, l'RMS Titanic, sebbene sia un relitto relativamente giovane e che si trova in acque profonde "affamate" di calcio dove si verifica concrezione, appare forte e relativamente intatto, anche se le indicazioni mostrano che ha già subito un degrado irreversibile del suo scafo fatto in acciaio e ferro. Poiché tale degrado inevitabilmente continua nel tempo, i dati della sua storia andranno persi per sempre, il contesto degli oggetti verrà distrutto e la maggior parte del relitto si deteriorerà completamente nel corso dei secoli sul fondo dell'Oceano Atlantico. Prove comparative mostrano che tutte le navi in ferro e acciaio, specialmente quelle in un ambiente altamente ossigenato, continuano a degradarsi. La USS Monitor, ritrovata negli anni '70, è stata sottoposta ad un programma di tentativo di conservazione in situ, ma il deterioramento della nave è progredito a un ritmo tale che è stato intrapreso il salvataggio della sua torretta per evitare che nulla venisse salvato dal relitto.

Alcuni relitti, perduti a causa di ostacoli naturali alla navigazione, rischiano di essere distrutti da relitti successivi affondati per lo stesso pericolo, o vengono deliberatamente distrutti perché rappresentano un pericolo per la navigazione. Anche in acque profonde, attività commerciali come la pesca a strascico possono mettere a rischio un relitto. Uno di questi è il relitto del Mardi Gras, affondato nel Golfo del Messico a 4 000 piedi (1 200 metri) di profondità. Il relitto giaceva dimenticato sul fondo del mare finché non fu scoperto nel 2002 da una squadra di ispezione di un giacimento petrolifero che lavorava per la Okeanos Gas Gathering Company (OGGC). Le grandi condutture possono schiacciare i siti e rendere inaccessibili alcuni dei loro resti. Le reti da strascico impigliano e strappano le sovrastrutture e separano i manufatti dal loro contesto.
Quando una nave naufraga, subisce molti cambiamenti di stato finché i resti non raggiungono l'equilibrio con l'ambiente. Inizialmente, il processo di distruzione la trasforma dalla forma umana organizzata di una nave da lavoro a uno stato instabile di strutture e manufatti sott'acqua. Le forze naturali agiscono su di esso durante il processo di distruzione e continuano ad agire fino al raggiungimento dell'equilibrio. Gli oggetti pesanti affondano rapidamente, gli oggetti più leggeri possono andare alla deriva prima di affondare, mentre gli oggetti galleggianti possono fluttuare (...). Ciò provoca un filtraggio e un rimescolamento del materiale rimasto. L'arrivo improvviso di una struttura sul fondale marino modificherà le correnti, spesso determinando nuovi modelli di erosione e deposizione sul fondale marino. 
Una volta sott'acqua, i processi chimici e l'azione degli organismi biologici contribuiranno alla disintegrazione del relitto. In qualsiasi momento di questi processi, gli esseri umani possono intervenire, ad esempio recuperando oggetti di valore.

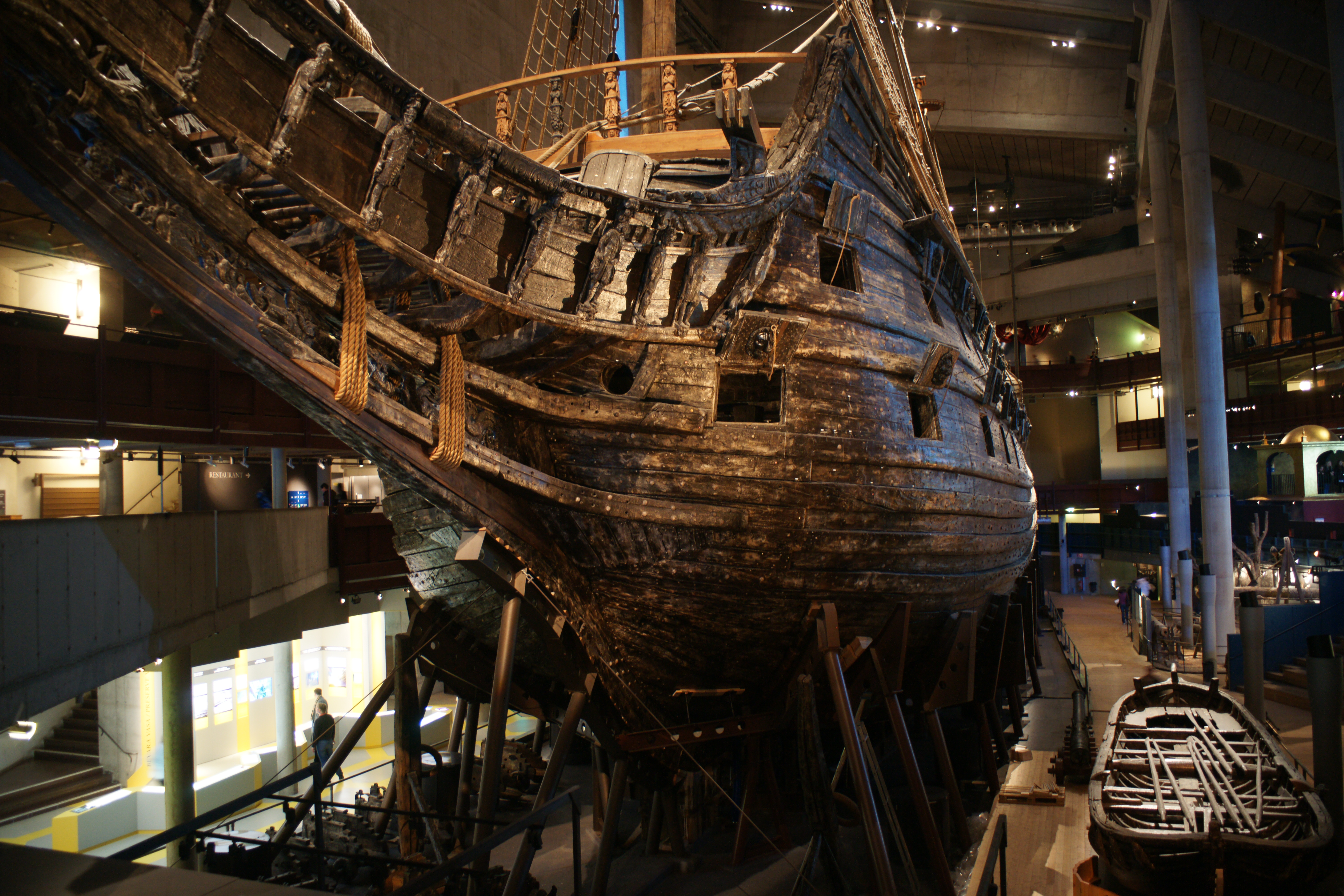
La prua della Vasa, una nave da guerra svedese che affondò durante il suo viaggio inaugurale nel 1628. Fu recuperata nel 1961 ed è ora esposta permanentemente al Museo Vasa di Stoccolma.

I relitti e gli altri siti archeologici che sono stati preservati sono generalmente sopravvissuti perché la natura dinamica del fondale marino può far sì che i manufatti vengano rapidamente sepolti nei sedimenti. Questi sedimenti forniscono quindi un ambiente anaerobico che protegge da ulteriore degrado. Gli ambienti umidi, sia terrestri sotto forma di torbiere e pozzi, sia sott'acqua, sono particolarmente importanti per la sopravvivenza di materiale organico, come legno, cuoio, tessuto e avorio. Anche il freddo e l'assenza di luce aiutano la sopravvivenza dei manufatti, perché c'è poca energia disponibile sia per l'attività organica che per le reazioni chimiche. L'acqua salata fornisce una maggiore attività organica rispetto all'acqua dolce e, in particolare, il Teredinidae, teredo navalis, vive solo in acqua salata, quindi alcuni dei migliori sistemi di conservazione in assenza di sedimenti sono stati trovati nelle fredde e scure acque dei Grandi Laghi. nel Nord America e nel Mar Baltico (a bassa salinità) (dove il Vasa era preservato).

### Interpretazione e presentazione dei relitti
I percorsi dei subacquei, chiamati anche percorsi dei relitti, possono essere utilizzati per consentire ai subacquei di visitare e comprendere i siti archeologici adatti alle immersioni subacquee. Un esempio eccellente è il "Florida Panhandle Shipwreck Trail" della "Florida Public Archaeology Network (FPAN)." Il "Florida Panhandle Shipwreck Trail" presenta 12 relitti tra cui barriere coralline artificiali e una varietà di vita marina per immersioni, snorkeling e pesca al largo di Pensacola, Destin, Panama City e Port St. Joe, Florida. In altri casi la presentazione si baserà tipicamente sulla pubblicazione (articoli di libri o riviste, siti web e media elettronici come CD-ROM). Anche i programmi televisivi, i video web e i social media possono far conoscere l’archeologia subacquea a un vasto pubblico. Il Mardi Gras Shipwreck Project ha integrato un documentario HD di un'ora, brevi video per la visione pubblica e aggiornamenti video durante la spedizione come parte dell'attività educativa. Il webcasting è anche un altro strumento di sensibilizzazione educativa. Per una settimana nel 2000 e nel 2001, il video subacqueo dal vivo del progetto del naufragio della Queen Anne's Revenge è stato trasmesso via web su Internet come parte del programma educativo QAR DiveLive che ha raggiunto migliaia di bambini in tutto il mondo. Creato e coprodotto da Nautilus Productions e Marine Grafics, questo progetto ha consentito agli studenti di parlare con gli scienziati e conoscere metodi e tecnologie utilizzati dal team di archeologia subacquea.

## Esempi di naufragi famosi

### RMS Titanic (1912)

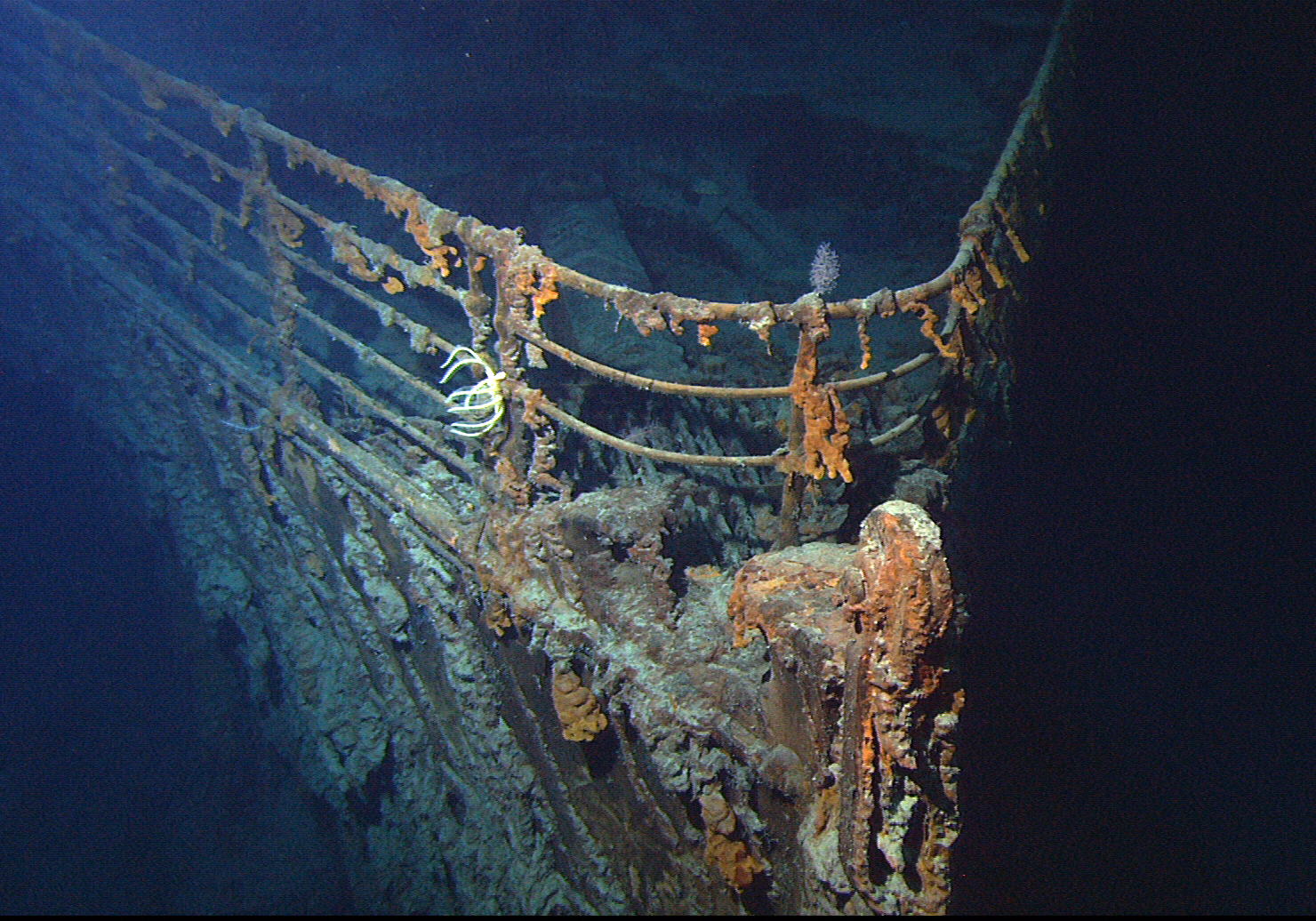
Prua del Titanic.

Il naufragio del Titanic avvenne il 15 aprile 1912. Questa nave era il transatlantico più grande e lussuoso al momento della sua inaugurazione. Dopo l'impatto con un iceberg, la nave si spezzò in due e affondò ad una profondità di oltre 2 miglia (circa 3 km) sotto la superficie. Nel profondo dell'Atlantico, la prua della nave affondò nell'argilla del fondo dell'oceano, sparpagliando manufatti come piatti, macchinari, piastrelle e persino resti di passeggeri per chilometri di fondale marino. Tuttavia, i processi marini iniziarono a ostacolare l'esistenza del Titanic. "Gli organismi marini e l'argilla acida consumarono legno e altro materiale organico, compresi resti umani. I batteri colonizzarono e iniziarono a corrodere l'acciaio, lasciando dietro di sé viticci e pozzanghere di sottoprodotti rossi, arancioni e gialli." 73 anni dopo il suo affondamento, fu scoperto nel 1985. Da allora, nel 2010, i veicoli robotici hanno consentito riprese realistiche e gli archeologi hanno camminato sui ponti della nave.

### SS Georgiana (1863)
La SS Georgiana era un battello a vapore americano, nave da carico degli Stati Confederati della metà del 1800. Era considerato uno degli incrociatori confederati più potenti. Tuttavia, durante il suo viaggio inaugurale fu affondato e bruciato. Nel 1965 fu scoperto da E. Lee Spence a Charleston, Carolina del Sud. "Oggi la Georgiana giace sul fondo con la sua enorme caldaia a soli 1,5 metri sotto la superficie. Ora è ricoperta da un vasto numero di alcyonacea, Leptogorgia virgulata e coralli viventi. Ampie sezioni dello scafo sono ancora intatte. In alcuni punti il lato di dritta dello scafo sporge di oltre nove piedi (2,7 m) dalla sabbia."

### La Queen Anne's Revenge: l'ammiraglia di Barbanera
Si credeva che questa nave, la Queen Anne's Revenge, fosse l'ammiraglia di Barbanera dopo che i manufatti ne hanno dimostrato l'origine. Questa nave era originariamente chiamata "La Concorde" e serviva come nave negriera francese. Mentre la nave attraversava il Passaggio di Mezzo (la fase della tratta atlantica degli schiavi africani in cui milioni di africani ridotti in schiavitù furono trasportati nelle Americhe), molti francesi e africani morirono o si ammalarono gravemente. Barbanera e il suo equipaggio si imbatterono nella nave francese e riuscirono a prenderla, mentre l'equipaggio e i passeggeri della Concorde non poterono combattere. Nel 1996, un gruppo di ricercatori trovò reperti vicino alla storica Beaufort Inlet che confermarono l'origine della nave. "Diversi artefatti diagnostici sono stati recuperati dal sito, designato "sito del naufragio della Carolina del Nord 31CR314", tra cui una campana di bronzo datata 1705, (...) un trombone inglese, (...) e due palle di cannone." Anche questi manufatti del XVIII secolo, cannoni e grandi ancore confermarono l'identità della nave.